# Big Point
Big Point és una concentració de població designada pel cens dels Estats Units a l'estat de Mississipi. Segons el cens del 2000 tenia 115 habitants.

## Demografia
Segons el cens del 2000, Big Point tenia 115 habitants, 41 habitatges, i 38 famílies. La densitat de població era de 403,7 habitants per km².
Dels 41 habitatges en un 41,5% hi vivien nens de menys de 18 anys, en un 85,4% hi vivien parelles casades, en un 9,8% dones solteres, i en un 4,9% no eren unitats familiars. En el 4,9% dels habitatges hi vivien persones soles el 4,9% de les quals corresponia a persones de 65 anys o més que vivien soles. El nombre mitjà de persones vivint en cada habitatge era de 2,8 i el nombre mitjà de persones que vivien en cada família era de 2,9.
Per edats la població es repartia de la següent manera: un 25,2% tenia menys de 18 anys, un 9,6% entre 18 i 24, un 30,4% entre 25 i 44, un 21,7% de 45 a 60 i un 13% 65 anys o més.
L'edat mediana era de 38 anys. Per cada 100 dones de 18 o més anys hi havia 75,5 homes.
La renda mediana per habitatge era de 30.125 $ i la renda mediana per família de 30.125 $. Els homes tenien una renda mediana de 22.361 $ mentre que les dones 0 $. La renda per capita de la població era de 10.243 $. Cap de les famílies estaven per davall del llindar de pobresa.

## Poblacions més properes
El següent diagrama mostra les poblacions més properes.